# Fridolin Eisele

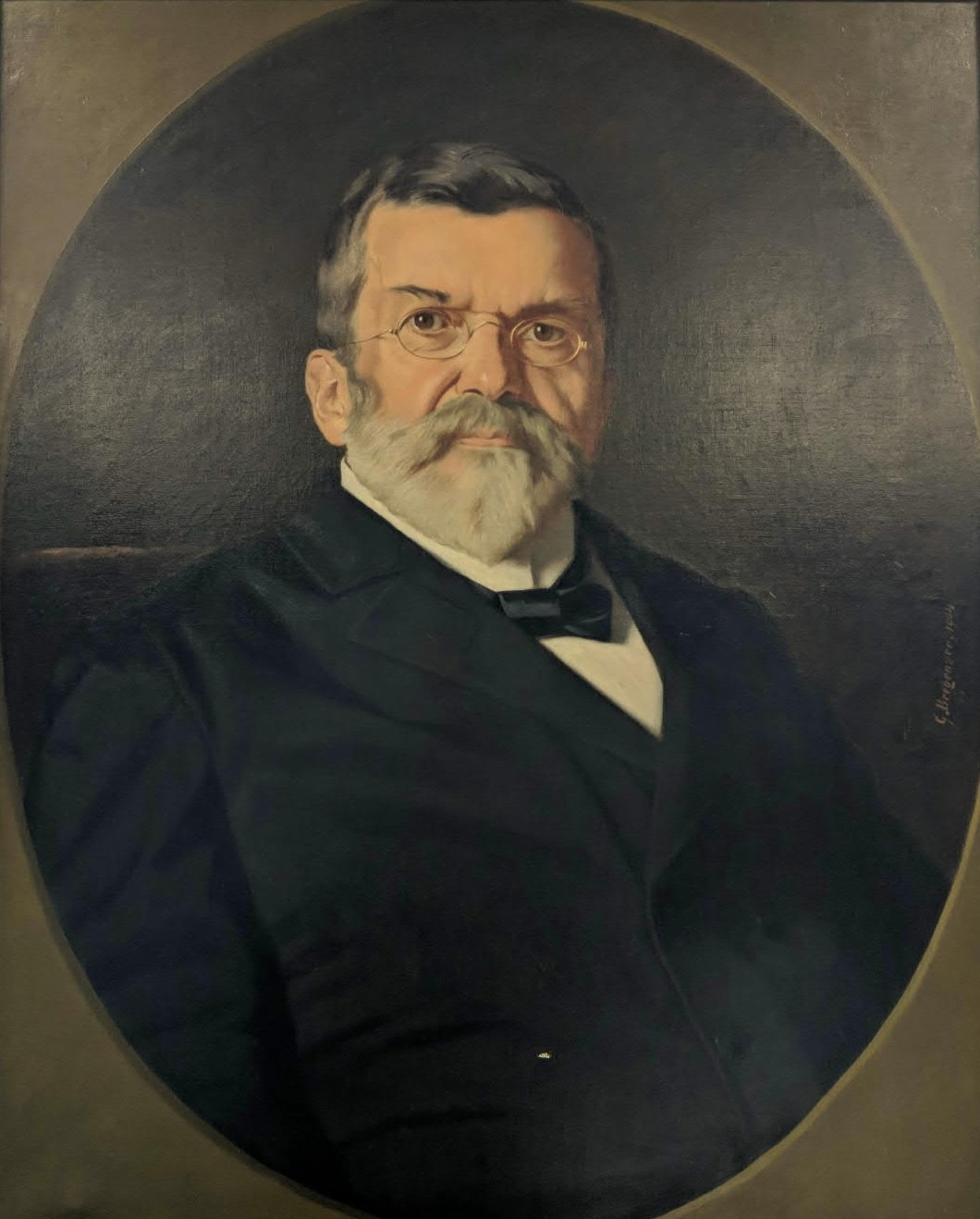
Fridolin Eisele porträtiert von Gustav Bregenzer (1904).

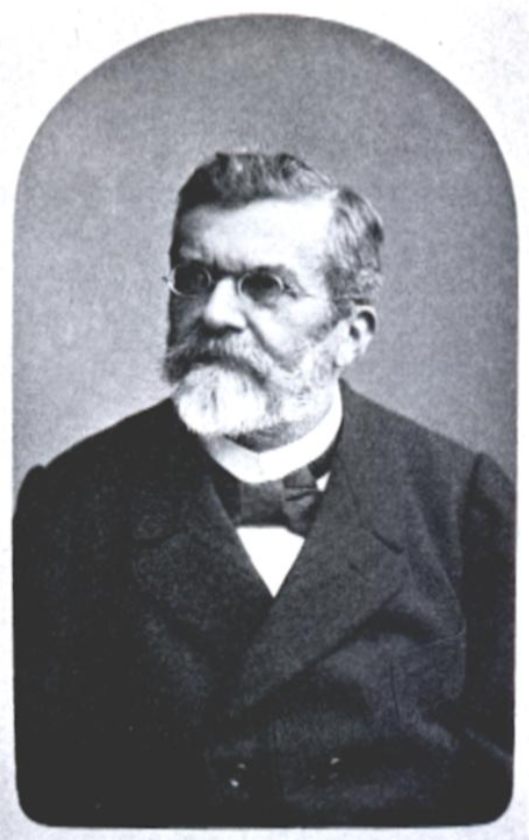
Fridolin Eisele fotografiert von Conrad Ruf (vor 1908).

Hermann Friedrich Fridolin Eisele (* 2. Mai 1837 in Sigmaringen; † 5. Februar 1920 in Freiburg im Breisgau) war ein deutscher Rechtshistoriker. Er war von 1874 bis 1911 Professor für römisches Recht an der Universität Freiburg und von 1867 bis 1872 Mitglied des Preußischen Abgeordnetenhauses.

## Leben
Eisele kam in Sigmaringen als Sohn des Tierarztes Gabriel Eisele (1801–1858) und dessen Ehefrau Walburga, geb. Raible (1817–1858) zur Welt. Er besuchte das Gymnasium in Hechingen und studierte anschließend drei Jahre katholische Theologie an der Universität Tübingen. Zum Wintersemester 1857/58 wechselte Eisele zum Studium der Rechtswissenschaften an die Universität Berlin, wo er schließlich 1866 promovierte. Aus finanziellen Gründen entschied er sich gegen eine Habilitation und für eine Anstellung als Assessor am Kreisgericht Hechingen 1867. Dort wurde er im Folgejahr zum Kreisrichter ernannt. In dieser Zeit schrieb er sein Buch „Die materielle Grundlage der Exceptio“, das er 1871 veröffentlichte. Dieses Werk erlangte schnell Bekanntheit und resultierte 1872 ohne vorangegangene Habilitation in einem Ruf an die Universität Basel. Im Herbst 1874 folgte dann ein Ruf an die Universität Freiburg, für die er bis zu seiner Emeritierung 1911 als Professor für römisches Recht arbeitete und für die er 1885/86 zum Prorektor gewählt wurde.
Aus seiner am 8. März 1869 geschlossenen Ehe mit Elise Linnicke (1847–1898) ging als einziges Kind Johannes Gabriel Eisele hervor.

## Mitglied des Preußischen Abgeordnetenhauses
Eisele wurde als einer von zwei Abgeordneten  als Vertreter des Wahlkreises Hohenzollern in das Preußische Abgeordnetenhaus gewählt. In den ersten zwei Sessionen der zehnten Legislaturperiode gehörte er dem Rechten Zentrum an. Danach war er fraktionslos, bevor er schließlich zu den Nationalliberalen wechselte.

## Auszeichnung
- 1911: Kommandeurkreuz des Orden vom Zähringer Löwen[2]

## Veröffentlichungen (Auswahl)
- De conditione quae suspendit negotium impleta non retrahenda (Dissertation). Gustav Schade, Berlin 1866 (eingeschränkte Vorschau in der Google-Buchsuche).
- Die materielle Grundlage der Exceptio: Eine römisch-rechtliche Untersuchung. Weidmannsche Buchhandlung, Berlin 1871 (eingeschränkte Vorschau in der Google-Buchsuche).
- Ueber das Rechtsverhältniss der res publicae in publico usu nach römischem Recht. Universitätsbuchdruckerei von C. Schultze, Basel 1873 (eingeschränkte Vorschau in der Google-Buchsuche).
- Die Compensation nach römischem und gemeinem Recht. Weidmannsche Buchhandlung, Berlin 1876 (eingeschränkte Vorschau in der Google-Buchsuche).
- Ueber Verpfändung von Servituten, insbesondere von Prädialservituten. In: Archiv für die civilistische Praxis. Band 65. Akademische Verlagsbuchhandlung von J. C. B. Mohr (Paul Siebeck), Freiburg i/B. und Tübingen 1881 (eingeschränkte Vorschau in der Google-Buchsuche).
- Cognitur und procuratur: Untersuchungen zur Geschichte der processualen Stellvertretung. Akademische Verlagsbuchhandlung von J. C. B. Mohr (Paul Siebeck), Freiburg i. B. und Tübingen 1881 (eingeschränkte Vorschau in der Google-Buchsuche).
- Unverbindlicher Gesetzesinhalt : Beiträge zur allgemeinen Rechtslehre. Universitätsbuchdruckerei von Chr. Lehmann, Freiburg 1885 (eingeschränkte Vorschau in der Google-Buchsuche).
- Das deutsche Civilgesetzbuch und das künftige Privatrechts-Studium in Deutschland. Akademische Verlagsbuchhandlung von J. C. B. Mohr (Paul Siebeck), Freiburg i. B. 1885 (eingeschränkte Vorschau in der Google-Buchsuche).
- Die Actio Utilis des Cessionars. Akademische Verlagsbuchhandlung von J. C. B. Mohr (Paul Siebeck), Freiburg i. B. 1887 (eingeschränkte Vorschau in der Google-Buchsuche).
- Über Nichtigkeit obligatorischer Verträge wegen Mangels an Willensübereinstimmung der Contrahenten. In: Iherings Jahrbücher für die Dogmatik des heutigen römischen und deutschen Privatrechts. Gustav Fischer Verlag, Jena 1887 (eingeschränkte Vorschau in der Google-Buchsuche).
- Abhandlungen zum römischen Civilprozess. Akademische Verlagsbuchhandlung von J. C. B. Mohr (Paul Siebeck), Freiburg i. B. und Leipzig 1889 (eingeschränkte Vorschau in der Google-Buchsuche).
- Correalität und Solidarität. In: Archiv für die civilistische Praxis. Akademische Verlagsbuchhandlung von J. C. B. Mohr (Paul Siebeck), Freiburg i. B. 1891, S. 374–481 (eingeschränkte Vorschau in der Google-Buchsuche).
- Zur Lehre von der Klagenkonkurrenz. In: Archiv für die civilistische Praxis. Band 79. Akademische Verlagsbuchhandlung von J. C. B. Mohr (Paul Siebeck), Freiburg i. B. 1892, S. 327–405 (eingeschränkte Vorschau in der Google-Buchsuche).
- Beiträge zur römischen Rechtsgeschichte. Akademische Verlagsbuchhandlung von J. C. B. Mohr (Paul Siebeck), Freiburg i. B. und Leipzig 1896 (eingeschränkte Vorschau in der Google-Buchsuche).
- Wilhelm Jakob Behaghel. In: Friedrich von Weech und Albert Krieger (Hrsg.): Badische Biographien. V. Teil 1891–1901; Band 1. Carl Winter's Universitätsbuchhandlung, Heidelberg 1906 (blb-karlsruhe.de).